# Фахардо-и-Чакон, Педро
Пе́дро Фаха́рдо-и-Чако́н-Манри́ке де Ла́ра (исп. Pedro Fajardo y Chacón Manrique de Lara) (ок. 1478, Мурсия, Королевство Мурсия — после 1541 или 1546, там же) — испанский гранд, 1-й маркиз де Лос-Велес из дома Фахардо. Главный аделантадо и генерал-капитан Королевства Мурсия. Кавалер ордена Сантьяго (1499).

## Происхождение и ранние годы

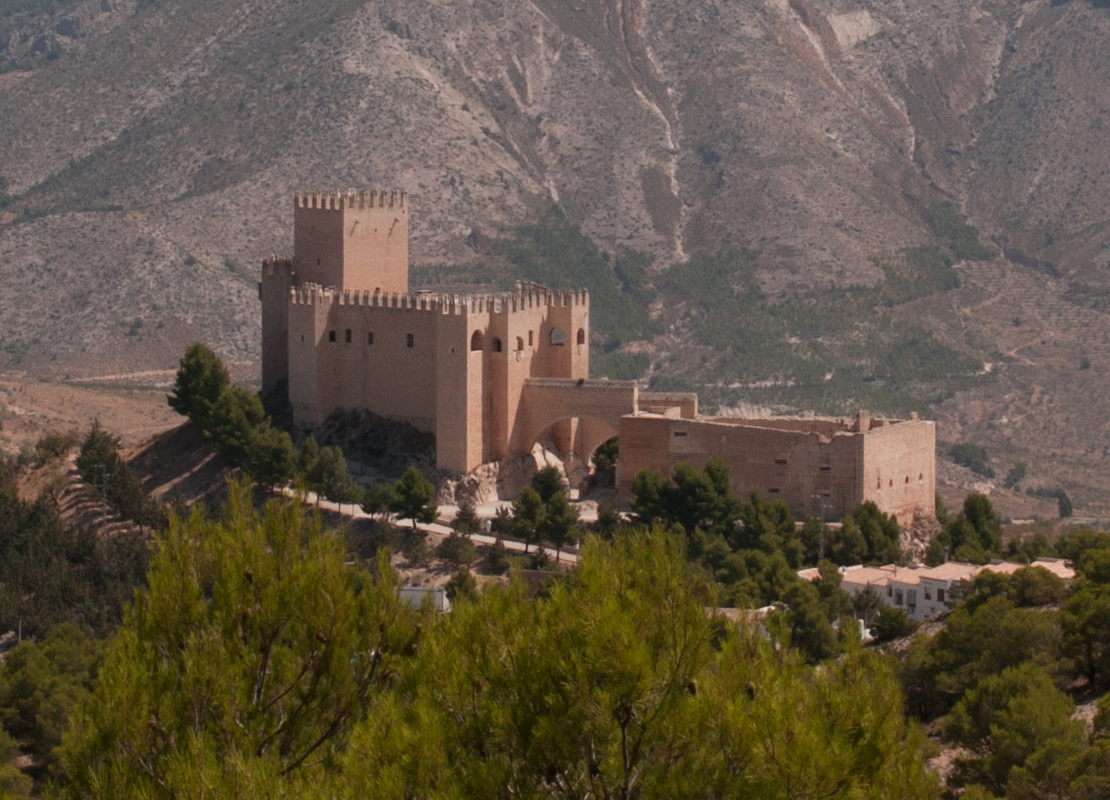
Родовой замок маркизов де Лос-Велес в Альмерии

Дон Педро происходил из дома Фахардо — рода кастильских дворян галисийского происхождения со значительными владениями в королевстве Мурсия. Основателем рода был дон Педро Йаньес-Гальего, живший в конце XIII — начале XIV века, по прозвищу «Фахардо», от слова исп. fajar, одно из значений которого «наносить удар, давать пощёчину». Своё прозвище он получил, сражаясь с маврами. Его сын дон Хуан Гальего, уже носил фамилию Фахардо. Ему посвящена комедия Лопе де Вега «Первый Фахардо». Представители рода активно участвовали в Реконкисте. Фахардо были главными аделантадо Королевства Мурсия и являлись владетелями Картахены, которую кастильская корона обменяла у них на маркизат Лос-Велес.
Педро Фахардо-и-Чакон родился около 1478 года в Мурсии. Он был старшим сыном и первым ребёнком в семье дона Хуана Чакона, сеньора Альбокса, Альбореи, Ории, Марии, Бенитальи и Альбанчеса и доньи Луизы Фахардо-и-Манрике, в своём праве сеньоры Картахены, Альхамы, Мула, Лебрильи, Молина-Секи, Ла-Пуэблы, Альумбреса и Фортуны. В брачном договоре родителей было записано, что их старший сын в качестве первой фамилии примет фамилию матери — Фахардо. Дон Хуан Чакон был главным контадором Кастилии и главным майордом королевы Изабеллы. В молодые годы дон Педро служил пажом при королевском дворе, где обучался вместе с другими представителями знатных семей королевства. Одним из них был дон Иньиго Лопес де Медоса-и-Киньонес, 1-й маркиз Мондехар, с которым у дона Педро сложились дружеские отношения, продолжавшиеся всю жизнь. Придворный учитель, гуманист Пьетро Мартире д’Ангьера, с которым он впоследствии состоял в переписке, писал о нём, как о «вдумчивом, иногда меланхоличном юноше, наделённом от природы бойким характером, совершенном знатоке латинского языка». Дон Педро сочинял на латыни стихи и песни. По свидетельству исследователей он был образцом культурного и образованного дворянина эпохи Возрождения.

## Карьера

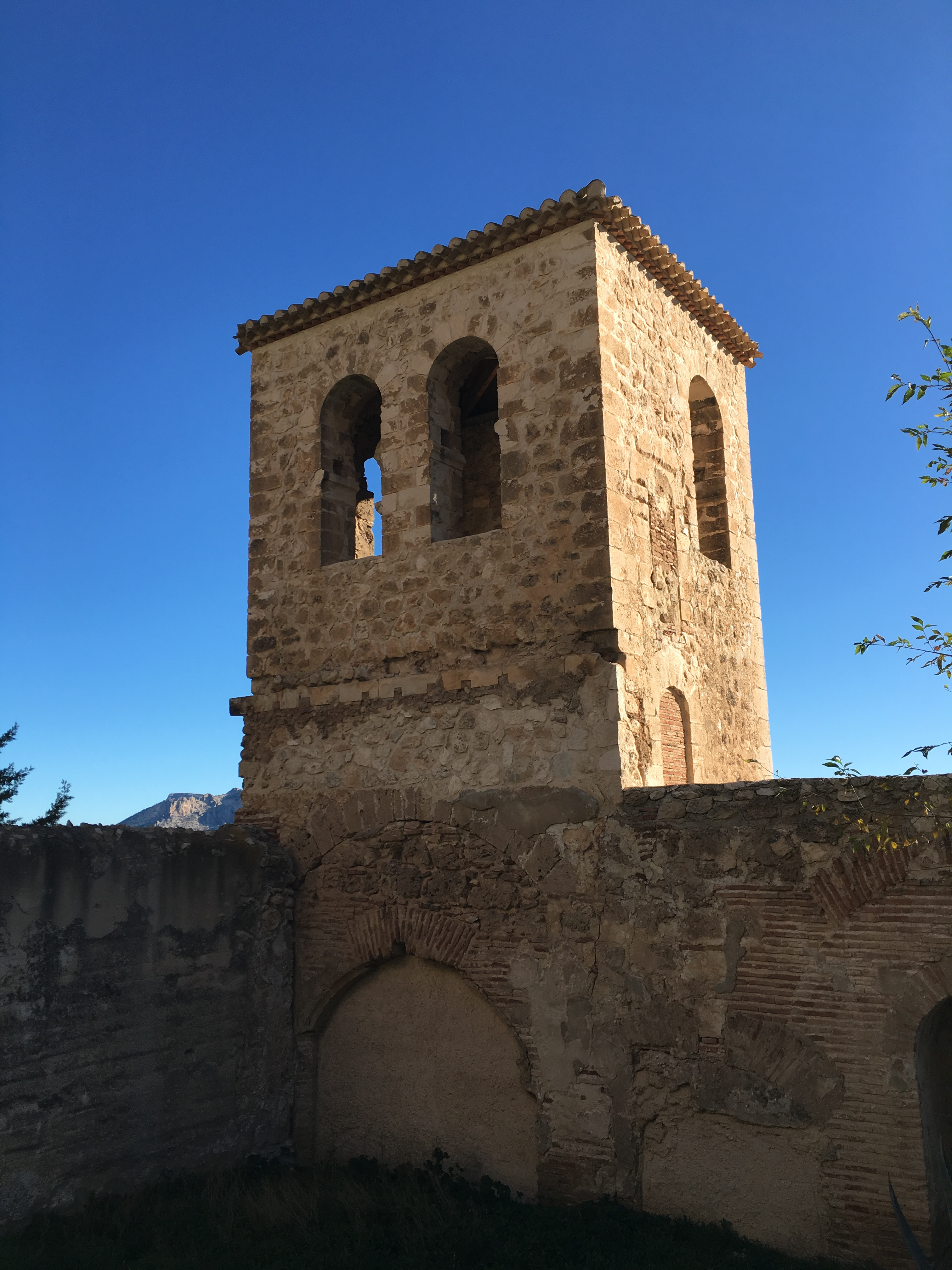
Руины церкви Святой Марии Магдалины в Велес-Бланко, где предположительно находится могила Педро Фахардо-и-Чакона

В 1500 году в звании капитана дон Педро участвовал в подавлении восстания мавров в Гранаде. Годом ранее он стал кавалером ордена Сантьяго. 5 июля 1503 года унаследовал земли семей Фахардо и Чакон. Ему принадлежали многочисленные феоды в Мурсии, самым важным из которых была сеньория Картахены. Он также унаследовал должность главного аделантадо и генерал-капитана Королевства Мурсия. В том же 1503 году королева Изабелла забрала у него сеньорию Картахены в обмен на сеньории Велес-Бланко, Велес-Рубио, Куэвас-де-Вера и Портилья в Королевстве Гранада и ежегодные доходы суммой в триста тысяч мараведи от городов Лорка и Мурсия. В первый же год своего правления дон Педро вступил в конфликт с епископом Картахены и даже участвовал в похищении декана епархии, чем спровоцировал скандал. Король Фердинанд и королева Изабелла направили в Мурсию своего судью, который, рассмотрев дело, лишил дона Педро всех титулов и владений и приговорил его к вечному изгнанию из Мурсии. Но в том же году, после смерти королевы Изабеллы, её дочь королева Хуана и король Фердинанд отменили приговор суда. 12 сентября 1507 года королева Хуана даровала дону Педро титул маркиза Лос-Велес, который был подтверждён её сыном, королём Карлом I в 1520 году.
В том же году, во время восстания гильдий, дон Педро сначала сочувственно отнёсся к народному движению и не мешал провозглашению коммуны в Мурсии. Однако, когда выступления приобрели антифеодальный характер, он встал на сторону короля и подавил восстание в Королевстве Мурсия. Возглавив армию, дон Педро разбил повстанцев в битве при Гандии и в Королевства Валенсия. В письме к Карлу I он объяснил свою первоначальную лояльность к движению гильдий холодностью к нему со стороны королевского двора. Когда в 1521 году, воспользовавшись ситуацией, в Испанское королевство, при поддержке Французского королевства, вторгся наваррский король Генрих II, попытавшийся вернуть завоёванную ранее Арагоном часть Наварры, дон Педро выступил против французов в составе армии испанцев. 30 июня 1521 года он участвовал в битве при Ноане, в ходе которой испанцы одержали победу. После этой войны он подал в отставку, предоставив военную службу своему наследнику, а сам занялся благоустройством своих владений.
Дон Педро увлекался музыкой, изобразительным искусством и архитектурой. В своих феодах он вёл активное строительство. В 1506—1515 годах им был построен родовой замок маркизов Лос-Велес в Альмерии, в 1507 году Куэвский и в 1520 году Велесский замки. В 1507 году в соборе Мурсии он завершил строительство готической капеллы Лос-Велес, которое было начато его отцом. Однако, когда в июле 1512 года к нему обратился епископ Альмерии с требованием построить церкви на территории его владений, входивших в состав епархии, дон Педро ему отказал. Позднее, подчиняясь королевскому указу, он всё-таки построил эти храмы, но взыскал за их возведение с епархии полную стоимость. После назначения на кафедру Альмерии в 1523 году Диего Фернандеса де Вильялана конфликт между епархией и маркизом обострился и длился до самой смерти аристократа. Дон Педро пресекал всяческие попытки епископа распоряжаться церковными делами в своих владениях, будь то строительство храмов, выдача индульгенций, получение пожертвованного епархии имущества или церковной десятины.
На своей земле он пытался культивировать сахарный тростник и даже построил мануфактуру по производству сахара, но природные условия оказались не благоприятными для этого занятия. Зато унаследованные им от отца квасцовые рудники и мануфактура в Масарроне, которыми маркиз Лос-Велес владел совместно с маркизом Вильеной, благодаря его действиям, увеличили свою доходность. Когда в 1537 году король Карл I решил приобрести квасцовые шахты для государства, Казначейский совет предложил за них владельцам ежегодные выплаты суммой в девять миллионов мараведи.
В 1541 году почти семидесятилетний аристократ лично приветствовал короля Карла I в Картахене, куда тот прибыл после неудачной кампании в Алжире. Монарх в знак признательности даровал ему звание гранда. Точная дата смерти дона Педро неизвестна. В некоторых источника указано, что он умер после 1541 года или в 1546 году. Вероятно он был похоронен в церкви Святой Марии Магдалины в Велес-Бланко.

## Браки и потомство
В 1499 году дон Педро Фахардо-и-Чакон сочетался первым браком с доньей Магдаленой Манрике, дочерью дона Педро Манрике де Лара, 2-го графа Паредес де Нава. В 1507 году он расторг брак, вероятно из-за бесплодия супруги.
В 1508 году дон Педро Фахардо-и-Чакон сочетался вторым браком с доньей Менсией де Ла Куэва-и-Мендоса, дочерью Франсиско Фернандеса де Ла Куэва-и-Мендосы, 2-го герцога Альбукерке, 2-го графа Ледесмы и Уэльмы. Овдовел в 1517 году. В этом браке у супругов родился единственный ребёнок:
- дон Луис (1508/1509 — 1574/1575), 2-й маркиз де Лос-Велес с 1546 года, 1-й маркиз де Молина с 1535 года, в 1526 году сочетался браком с доньей Леонор Фернандес де Кордоба-и-Суньига, дочерью дона Диего Фернандеса де Кордобы, 3-го графа Кабры[2].

В 1518 году дон Педро Фахардо-и-Чакон сочетался третьим браком с доньей Каталиной де Сильва-и-Толедо, дочерью Хуана II де Сильвы, 3-го графа Сифуэнтеса. Этот брак оказался многодетным. У супругов родились десять детей:
- дон Хуан, сочетался браком с доньей Каталиной Давалос-и-Агуэро, дочерью дона Педро Давалоса;
- дон Педро, сочетался браком с доньей Каталиной де Бенавидес, дочерью дона Хуана де Бенавидеса;
- дон Гонсало;
- дон Луис;
- донья Клара;
- донья Мария;
- донья Исабель, в 1547 году сочеталась браком с доном Педро Ниньо де Кончильос-и-Риберой, сеньором Нуэса и Вильяумбросы;
- донья Ана, сочеталась браком с доном Хуаном Манрике де Лара, сеньором Сан-Леонардо;
- донья Франсиска, сочеталась браком с доном Антонио де Веласко-и-Рохасом, 2-м сеньором Вильериас де Кампоса;
- донья Хуана, сочеталась браком с доном Энрике Энрикес де Гусманом[2].

### Книга
- Díaz López J. P. El Marquesado de los Vélez: señorío y poder en los Reinos de Granada y Murcia :  [исп.]. — Murcia : Ediciones Tres Fronteras, 2007. — 89 p.

### Статья
- Torres Fontes J. Los Fajardo en los siglos XIV y XV (исп.) // Miscelánea Medieval Murciana : revista. — 1978. — No 4. — P. 109—173.